# Break It Up (píseň, Scooter)
Break It Up (Jděte od sebe) je píseň německé skupiny Scooter z alba Wicked! z roku 1996. Jako singl vyšla píseň v roce 1997. Break It Up se stává první techno baladou vůbec.

## Seznam skladeb
1. Break It Up - (3:38)
2. Break It Up (Unplugged) - (3:36)
3. Wednesday (Kontor mix) - (6:52)

## Umístění ve světě
| Hitparáda | Umístění |
| --------- | -------- |
| Švýcarsko | 44       |
| Rakousko  | 18       |
| Finsko    | 13       |